# Wittener Kinder- und Jugendtheater
Das Wittener Kinder- und Jugendtheater ist ein Tourneetheater aus der nordrhein-westfälischen Stadt Witten. Es wurde 1979 gegründet und geht im deutschsprachigen Raum auf Tournee.
Schwerpunkte der Arbeit sind einerseits Adaptionen von Bilder- / Kinderbüchern. So hat es  Bücher von Janosch, Hans de Beer, Sven Nordqvist dramatisiert.
Zweiter Schwerpunkt ist die Dramatisierung von Märchen, sie zu „entstauben“, ohne sie sprachlich und inhaltlich zu entstellen. Verbindendes Ziel aller Aktivitäten des Theaters ist es, Spaß und Lebensfreude zu wecken und zu fördern, für menschliche Werte wie Nächstenliebe, Hilfsbereitschaft und Verantwortungsbewusstsein zu engagieren und das alles spielerisch leicht und ohne erhobenen Zeigefinger zu tun.